# Сафоново
Сафоново (рус. Сафоново) град је у европском делу Руске Федерације и административни центар Сафоновског рејона смештеног у централном делу Смоленске области.
Према процени националне статистичке службе, у граду је 2014. живело 43.845 становника и пети је по величини град Смоленшчине, после Смоленска, Вјазме, Рославља и Јарцева.

## Географија
Град Сафоново налази се на деоници међународне железничке пруге Москва—Брест (БЛР) на око 100 километара источно од административног центра области, града Смоленска, и на око 300 км западно од главног града земље Москве. Кроз град протиче река Вопец, која припада басену реке Дњепар.
Кроз град такође пролази и међународни аутопут М1 Беларус.

## Историја
Одлучујући моменат у настанку садашњег града, и уопштено у развоју целог рејона била је градња Московско-Брестске железнице која је службено отворена 1870. године. На сафоновској земљи убрзо је никла важна железничка станица која је добила име по оближњем граду Дорогобужу, а из које ће се развити садашњи град Сафоново. Пре тога се у писаним изворима из 1859. помиње село под именом Сафоново које се налазило десетак километара од станице.
Године 1929. основан је Сафоновски рејон, а његово администратвно седиште постаје урбано насеље које се развило уз железничку станицу Дорогобуж. Насеље службено добија садашње име 1938. године, заједно са административним статусом радничке варошице.
До великог привредног напретка рејона, и његовог потпуног преображаја долази крајем 1940-их година након отварања копова за експлоатацију лигнита (укупно 28 копова). Отварање рудника првенствено се позитивно одразило на развој самог насеља Сафоново које већ 1952. добија административни статус града обласне субординације. Крајем 1950-их залихе угља су у великој мери истрошене и већина рудника је затворена, а уместо њих у граду почињу да се оснивају индустријски погони који постају носиоцима привредног развоја целог рејона.

## Становништво
Према подацима са пописа становништва 2010. у граду је живело 46.116 становника, док је према проценама за 2014. град имао 43.845 становника.
| 1959.  | 1970.  | 1979.  | 1989.  | 2002.  | 2010.  | 2014.  |
| ------ | ------ | ------ | ------ | ------ | ------ | ------ |
| 31.709 | 45.949 | 52.954 | 56.571 | 48.209 | 46.116 | 43.845 |